# Harrington Park
Harrington Park est un Borough du comté de Bergen dans l'état du New Jersey.
Sa population était de 4 664 habitants en 2010.